# SS-520 로켓
SS-520 로켓은 일본 JAXA가 개발한 2단 사운딩 로켓이다. 3단으로 개조된 4호기는 세계 최소형 우주 로켓이다.

## 역사
1998년 2월 5일 SS-520-1 로켓을 최초발사했다. 2단 고체로켓이며, 140 kg의 화물을 준궤도 최대고도 800 km까지 올렸다.
2000년 12월 4일 오후 6시 16분, 노르웨이 스발락에서 SS-520-2 로켓을 발사했다. 2단 고체로켓이며, 앙각(elevation) 86°, 방위각(azimuth) 192°로 발사되었으며, 1단은 67초, 2단은 69초 동안 연소했다. 600초 동안 비행하여 1,040 km의 최대고도에 이르렀다가 탄도비행을 하며 하강했다. 지상 추락까지 1,100초 동안 비행했다.
2017년 1월 15일 오전 8시 33분, JAXA는 가고시마현 우치노우라 우주공간 관측소에서 SS-520 4호기인 SS-520-4를 발사했지만, 로켓 1단 연소가 끝난 뒤 기체 상태를 나타내는 데이터 수신에 이상이 생겨 2단 점화를 취소했다. 초소형 위성 'TRICOM1'은 도쿄대가 개발한 것으로 가로세로 약 10 cm, 높이 35 cm, 무게 3 kg이다. 로켓 제조와 발사에는 5억엔(약 51억원) 정도가 들었다. 발사 7분 30초 뒤 고도 200 km 지구 저궤도에 인공위성을 운반할 예정이었다.

## 제원
- 길이: 9.65 m
- 직경: 520 mm
- 발사중량: 2.6 t
- 고도: 200 km 지구 저궤도
- 화물중량: 4 kg
- 엔진: 2단 고체로켓, 3단 고체로켓 (4호기)

## 같이 보기
- KSR-II - 한국의 비슷한 관측로켓